# مول رمات أبيب

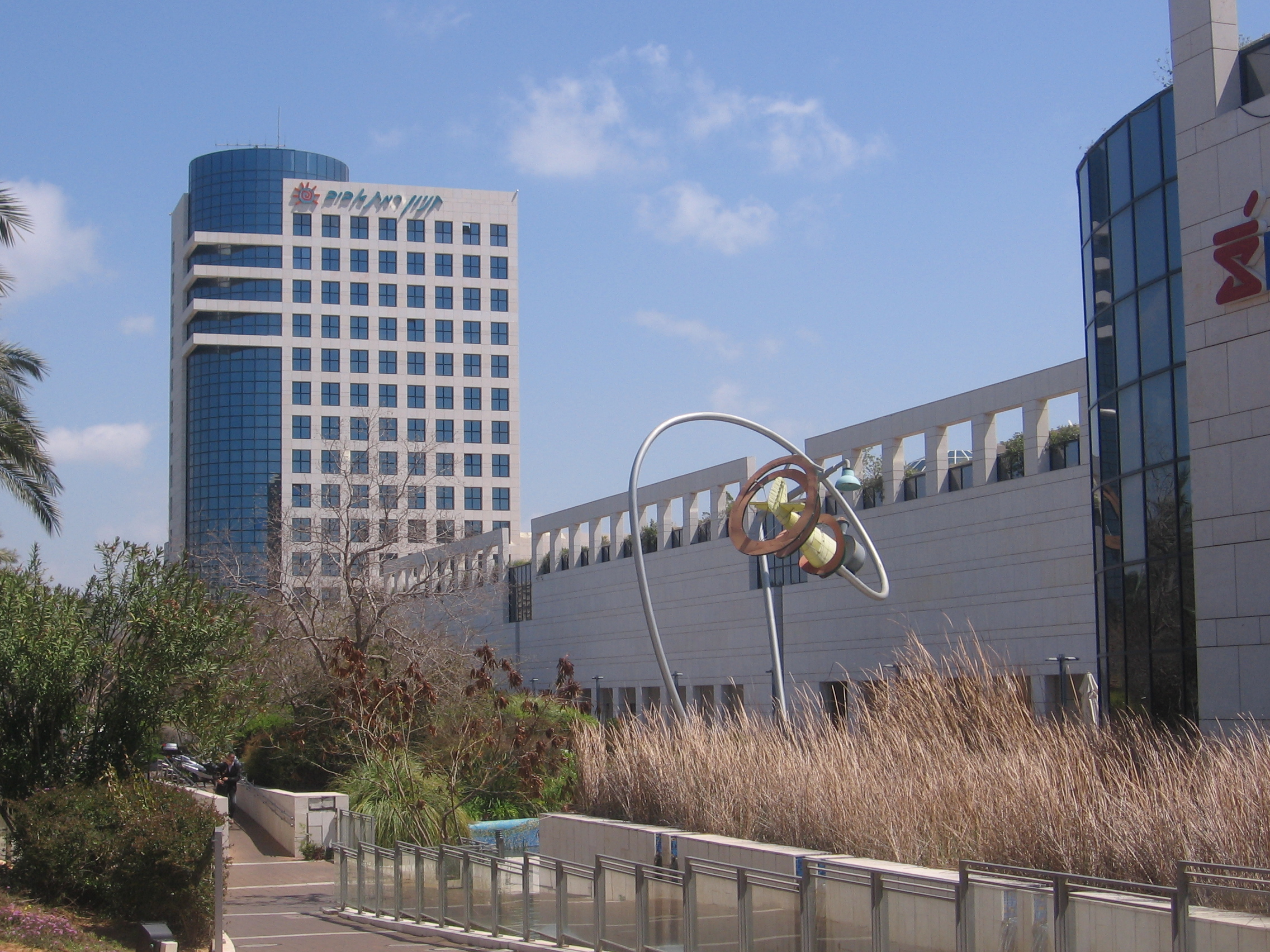
مول رمات تل ابيب

مول رمات أبيب (بالعبرية: קניון רמת אביב) وتلفظ كينيون رمات أفيف هو مركز للتسوق في شارع 40 أينشتاين، في رمات أبيب بمدينة تل أبيب ، حيث يكلف إيجار المتر المربع الواحد مبلغ 1،804 دولار ، حيث يكون المول الأغلى في إسرائيل و35 في العالم  ، تبلغ مساحة المول التأجيرية 17،800 متر مربع ويضم 140 متجرا في طابقين للبيع بالتجزئة. وتبلغ قيمة المول قرابة 1،699،000،000 شيكل، أو 470 مليون دولار.